# 永本冬森
永本 冬森（ながもと ともり）は、北米を拠点に活動する日本人現代美術家、詩人である。

## 経歴
北海道枝幸郡浜頓別町生まれ。小学校〜高校までを神奈川県茅ヶ崎市で過ごし、1999年カナダトロント市に移住。現在はニューヨークとトロントを拠点に活動している。
北米を中心に個展、グループ展を多数開催するほか、キュレーターとして自ら企画展も手掛ける。初期にはtomolennon名義で活動し（2007年頃まで）、カナダの情報誌『NOW』と『eye』の2誌において年間ベスト・アーティストに選出された初の日本人アーティストである。
詩集『Bittersweet Hotel』などを発行し、ポエトリー・リーディングを行うなど詩人としての評価も高い。特にジャック・ケルアックやアレン・ギンズバーグが傾倒したアメリカン・ハイクと呼ばれる英文で書かれた俳句に影響を受け、2008年には俳句＋アート展『Hitch-Haiku(ヒッチハイク）』を開催している。
2015年10月、歌手・山崎まさよしデビュー20周年を記念した展覧会『音のない山崎まさよし』を関東と関西で開催（会場は蔦屋書店）。その特別イベントとして山崎まさよしのライブペインティングを行い、ゲストに詩人・谷川俊太郎を迎えてのトークショーも行われた。

## 作風
ボールペンによる巨大なドローイング作品が有名。初期にはパステルやアクリルによるペインティング作品を発表していたが、2007年頃から画材としてのボールペンの可能性を追求し始め、現在の作風に至る。カナダの人気TVシリーズ『Star Portrait』に出演し、俳優ゴードン・ピンセントの肖像画を手掛けた。
他にも写真や映像、詩作、インスタレーションなどメディウムに拘らない作品を発表している。
作品のテーマには頻繁にミュージシャンが登場する。親交のあるHiromi、百々徹などニューヨーク在住の日本人ジャズミュージシャンをはじめ、ロン・セクスミス、ホリー・コール、ジョニ・ミッチェルなどカナダのアーティストのポートレイトも手掛けている。
2004年、少年ナイフとのアートプロジェクト、『将棋ナイフ』を実施。メンバーとファンが将棋盤を囲み、対戦する企画であった。後にイギリスやドイツのチェス協会情報誌でも取り上げられ、少年ナイフのメンバーがインタビューに答えている。
東北地方太平洋沖地震に関する活動として、カナダのジャズ・ミュージシャン達によるチャリティー・アルバム『MapleLeaf RisingSun』のジャケットワークを担当。CDは震災一周年となる2012年3月11日に発売され、本人のインタビューが地元紙トロント・スターに掲載された。またこの中で語られた『Life Lessons』構想は、翌年にトロント市最大のアートフェア『Nuit Blanche 2012』の中で個展として実現された。
2012年にはニッポン放送系『CafeDejeuner』にGeorge Kollerと共に出演し、東北の仮設住宅を訪問するなどのチャリティー活動を行った。

## 人物
初個展は2004年のワーグナー・ローゼンバウム・ギャラリー（トロント）であり、日本での活動を一切せずに、海外で個展デビューを果たしている。
絵は独学であり、美術学校や専門教育は受けていない(ただし中学時代から美術の成績は10段階中10であった）。もともとミュージシャンになるために海外へ渡ったとされ、バンクーバーでバスカーをやっていた。過去のインタビューでは「音楽ではまったく相手にされなかった」と、当時のエピソードを語っている。
活動初期には路上やカフェ、レストランなどで展示を行い、それを見た美術関係者からギャラリーでの個展のきっかけを与えられた。
2015年に行われた「音のない山崎まさよし」展のトークイベントの際、ゲストとして参加した谷川俊太郎から自己紹介で発表した詩を「上手い、面白い」と評されている。

## 主な個展
- 2016年 個展「Wallflower」 あおや和紙工房 鳥取県
- 2015年 個展「音のない山崎まさよし」 蔦屋書店 湘南T-SITE
- 2013年 個展「Sweet Capital」 ArtBarrageギャラリートロント
- 2012年 個展 「Life Lessons」トロント市主催のアートフェア『Nuit Blanche』の一環として開催 Funding Matters Galleryトロント
- 2009年 個展「Foreign Soil」 Ouchi Galleryニューヨーク
- 2007年 個展「Sleeping Beauty」 Japanese Canadian Cultural Centreトロント
- 2004年 個展「Smoke Screen」 ワーグナー・ローゼンバウム・ギャラリートロント